# Viticoltura in Catalogna

Distribuzioni delle viti in Catalogna

Denominazione di origine di Catalogna

Il Vino catalano è un vino fatto in Spagna nella regione della Catalogna che identifica la viticoltura di questa regione. Raramente viene usato il termine per riferirsi anche a vini francesi prodotti nella regione catalana di Rossiglione.
Barcellona, nonostante non si trovi in una regione vinicola, è il nodo centrale del settore vinicolo catalano.
L'area ha una lunga tradizione vinicola ed è stato il luogo di nascita dello spumante Cava, creato all'inizio degli anni '70 del XIX secolo a Sant Sadurní d'Anoia da Josep Raventos della vineria Codorníu.
A cavallo del XX secolo, l'industria del vino catalano era in prima linea dell'emergenza della Spagna come leader mondiale nella produzione di vino di qualità, essendo la prima regione vinicola spagnola ad adottare l'uso di vasche di fermentazione in acciaio inox. L'area inoltre è una importante zona di produzione di sughero che rifornisce le case di Cava.
| DO                   | Superficie (ettari) |
| -------------------- | ------------------- |
| Penedès              | 27.729              |
| Terra Alta           | 9.224               |
| Catalogna (Cataluña) | 8.690               |
| Tarragona            | 7.391               |
| Conca de Barberà     | 5.871               |
| Costers del Segre    | 4.622               |
| Empordà (Ampurdán)   | 2.070               |
| Montsant             | 2.020               |
| Priorat (Priorato)   | 1.650               |
| Alella               | 560                 |
| Pla de Bages         | 550                 |